# Movimento pacifista
Movimento pacifista é um movimento social que busca lutar por ideais tais como o termino de uma guerra em particular (ou de todas as guerras), minimizando a violência entre homens em um local em particular ou em algumas situações, frequentemente relacionada a meta da paz mundial. Significa também combater por estes objetivos usando a defesa ao pacifismo, resistência não-violenta, diplomacia, boicotes, consumo responsável e apoiando candidatos políticos e fazendo demonstrações pela causa anti-guerra.  A cooperação política é um exemplo de uma organização que procura fundir todas as organizações do movimento da paz e das organizações verdes em alguns objetivos, e todos quem têm o objetivo da paz comum e da sustentabilidade humana.
Algumas pessoas referem-se a perda da afiliação global de ativistas a interesses políticos como ter um propósito comum e constituir um único movimento, "o movimento pacifista", englobando "os movimentos anti-guerra". Deste ponto de vista, os dois são frequentemente indistinguíveis e constituem uma indefinida e reativa colaboração entre grupos com motivações das mais diversas, tais como: humanismo, nacionalismo, ambientalismo, anti-racismo, anti-sexismo, descentralizadores, ideologísta, teologísta etc.

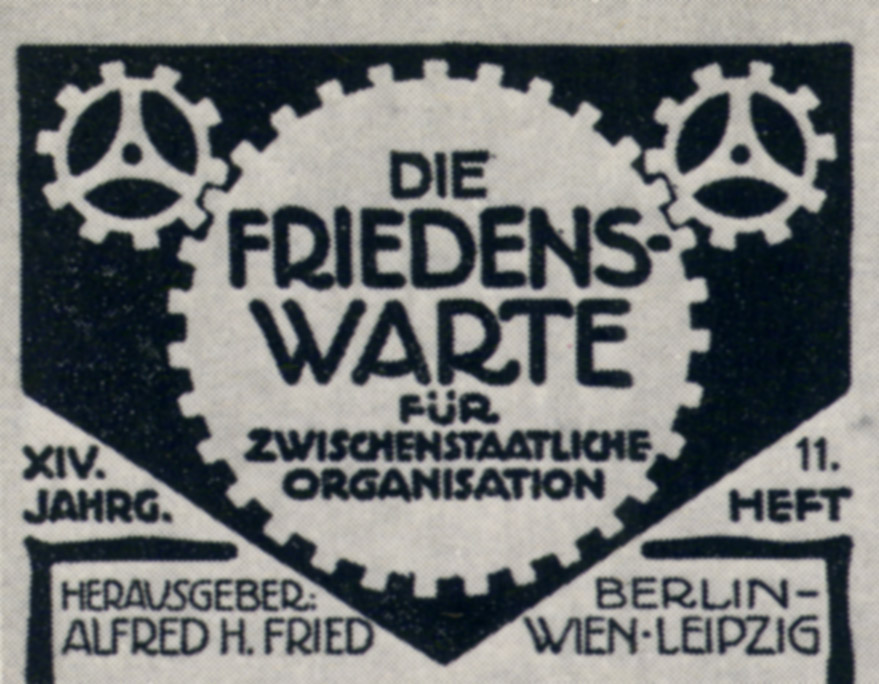
Capa de Die Friedens-Warte, jornal alemão do movimento pacifista, 1913

## Diversidade de ideais
O problema da paz é uma questão central no pensamento de gurus como Jiddu Krishnamurti e o Dalai Lama. É também preocupação maior do reputado filósofo e sociólogo francês Edgar Morin, preocupação essa pela primeira vez expressa no seu livro Terre-Patrie (Terra-Pátria, de 1993), “a nossa casa e o nosso jardim”, pondo em destaque uma questão com implicações globais.
Há muita confusão quanto ao modo de concebermos a paz. Resulta isso da pluralidade das ideais em causa, em particular no que toca os movimentos "anti-guerra" que, na maior parte dos casos, têm metas mal-definidas. Não fica claro muitas vezes se um movimento ou um protesto é contra a guerra em geral, como no caso do pacifismo, ou contra o envolvimento de uma das partes sem avaliarmos devidamente o envolvimento da outra. Julgam alguns observadores que a falta de clareza representa uma estratégia intencional na defesa de uma das partes, como foi por exemplo a propaganda americana quanto à Guerra do Vietname. Protestos globais contra a invasão do Iraque pelos EUA, em meados de 2003, são um caso menos equívoco visto se tratar de uma guerra de curto prazo. Quanto ao Islamismo e Antiamericanismo, a questão é mais complexa. Certos pacifistas envolvidos em vários movimentos de curto prazo esperam pré-estabelecer uma relação de confiança de parte a parte, num movimento de longo-prazo ou num futuro entendimento entre as partes.
Visando o mesmo, há quem se preocupe mais em garantir um plano de saúde e os direitos humanos básicos incluindo o direito de todos os povos terem acesso a água, comida, abrigo e assistência sanitária universal. Uma grande parte dos ativistas procura a justiça social como forma de proteção sob a tutela da lei, em igual oportunidade para grupos que tenham sido anteriormente privados de seus direitos políticos. O movimento pacifista entende que os seres humanos não devem entrar em guerra nem se deixarem envolver em conflitos. Entende, mais ainda, que a força militar não está acima da justiça.
O pacifismo opõe-se à proliferação de tecnologias perniciosas, a armas de destruição em massa, em particular a armas nucleares e armas biológicas. O Instituto Internacional de Pesquisa da Paz de Estocolmo (SIPRI) investiga os riscos do uso inadequado da inteligência artificial, da engenharia molecular, da genética, o seu potencial destrutivo perante erros de aplicação. Contra tais riscos se manifestam também os Partidos Verdes, a Greenpeace e o Movimento ecológico. No final do século XX, o movimento pacifista alastra por todo o lado, sobretudo em países democráticos.
Edgar Morin alerta-nos para a complexidade do mundo em que vivemos e para os erros cometidos, em particular os das grandes potências. Distingue complexidade e complicação, que define como algo que pode agravar ainda mais a vida humana, sendo uma das piores complicações a burocracia.

## Eventos atuais
Alguns acreditam que com a crise do Iraque, os movimentos pacifistas podem ser vistos como parte de um esforço global para engrandecer a "opinião pública" para coibir o unilateralismo Americano. Movimentos Pacifistas também estão sendo beneficiados com o aumento da comunicação pela Internet e coordenação, das assim-chamadas tecnologias smart mob.[carece de fontes?]
Também se pode sugerir que os esforços como a Indymedia e a Wikipédia fazem um papel de coordenação da opinião publica, compilando listas de alegados efeitos da invasão do Iraque, provendo pontos de vistas neutros do conflito Israelo-Palestino, das atividades Islamitas, várias questões éticas e políticas, e apresentando uma rápida visão da histórica dos fatos.

## História detalhada por região
Estas histórias começaram com os países que sofreram durante a Segunda Guerra Mundial, e que efetivamente começaram o período pós-guerra em uma posição de rendição, e escreveram sobre a paz em suas constituições. E tiveram de negociar com o mundo falado em Inglês e os argumentos mais familiares aos leitores Ingleses, que tem uma interseção direta com Portal:eventos atuais, e são o presente foco do movimento pacifista pelo mundo inteiro.

### Alemanha
O partidos verdes e outras associações políticas foram formadas em muito países democráticos perto do fim do século XX. O movimento pacifista tem uma forte influência em alguns países através do "partido verde", como a Alemanha. Às vezes influído decisivamente sobre a política, como durante o ano de 2002 quando os verdes alemães influenciaram o Chanceler alemão Gerhard Schröder, através do ministro do exterior alemão Joschka Fischer (o político mais popular na Alemanha no momento atual), a limitar seu envolvimento na Guerra contra o terrorismo e eventualmente se unir com o Presidente Francês Jacques Chirac na oposição no Conselho de Segurança das Nações Unidas sobre a limitação ao suporte à invasão em 2003 do Iraque.

### Israel
Os interesses do movimento pacifista em Israel são defendidos pelo Paz Agora (Shalom Achsahv em Hebreu), e o apoio ao Partido Trabalhista Israelita, Meretz. O movimento Paz Agora foi fundado em consequência da visita histórica do presidente Egípcio Anwar Sadat a Jerusalém, quando muitos sentiram que a chance para paz poderia ter sido perdida. O Movimento pacifista começou com uma passeata do "Paz Agora" em Tel-Aviv na véspera da abertura da reunião em Camp David com os Presidentes Sadat e Carter – formando uma multidão de 100,000, a maior passeata em Israel até então – teve uma parte na decisão de renuncia ao Sinai e o desmanche dos acampamentos Israelitas situadas naquela região. Paz Agora apoiou Begin por um período, e o aclamou como um pacificador, mas se voltou contra ele quando a renuncia pelo Sinai foi acompanhada pela acelerada campanha de confisco de terras e a construção de acampamentos no setor oeste de Israel.
Isto se seguiu em Junho de 1982 a invasão do Líbano, sob o nome "Operação Paz para a Galileia". Nas primeiras semanas da invasão o "Paz Agora" se manteve em silêncio usando a política de "sem protestos políticos durante tempo de guerra". Entretanto, um grupo de pacifistas mais radicais unidos com o Comité contra a guerra do Líbano e o aumento dos protestos, iniciados por muitos dos ativistas da população comum do "Paz Agora". Fizeram que os membros do Paz Agora pedissem a liderança do movimento para se alinhar mais claramente em sua relação ao problema do Líbano, mostrando testemunhas sobre as mentiras propagandistas do governo que conduziram a guerra. Como resultado, O Paz Agora mudou seu posicionamento e lançou uma campanha intensa contra a guerra. O "Paz Agora" permaneceu, entretanto, opondo os soldados recusarem a receber ordens militares, especificamente à ordem ir para o Líbano. O grupo anti-guerra Yesh Gvul (em hebraico, "Há uma fronteira" ou "Há um limite") organizou uma campanha com mais de 2000 reservistas que pediram para não servir no Líbano. Enquanto o Yesh Gvul não advogou diretamente que os reservistas deveriam recusar a receber ordem de convocação, mas o grupo aconselhou aqueles que o fizessem. Cerca de 200 soldados atualmente servem em termos de prisão. Também durante a primeira "Intifada" (Revolta Palestina) de 1987-1993 e a segunda "Intifada" (que começou em Outubro 2000 e poderá ou não terminar – as opiniões são divididas) a questão de recusar a receber ordens militares permanece uma das principais questões que separam o Paz Agora dos demais movimentos radicais e grupos de esquerda.
O massacre de Sabra e Shatila em setembro de 1982 iniciou uma improcedente semana de demonstrações de protesto por todo Israel, dúzias de protestantes foram dispersados com gás lacrimogéneo e levados para a detenção em Tel-Aviv e Jerusalém. Isto culminou com a passeata dos "400.000" do Paz Agora em Tel-Aviv, a maior reunião de pessoas da história de Israel até então, que levou a se estabelecer a Comissão de inquérito judicial de Kahan após meio de deliberações levaram ao impugnação do ministro da Defesa Ariel Sharon por responsabilidade indireta pelo massacre.
Como descreve o relatório da comissão, a matança de pelo menos 400 civis Palestinos (alguns estimam que eram mais de 2000) foi perpetuada por falanges Cristão-Libanesas. Esta milícia foi armada e treinada pelo exercito Israelita, e seus agentes armados foram introduzidos por Sharon nos campos de refugiados palestinos de Sabra e Shartila em Beirute que foram cercados de todos os lados por forças Israelitas, e cujos habitantes foram desarmados por Israel um pouco antes. Sharon tomou esta decisão sabendo que os falangistas odiavam profundamente os Palestinos e tinham informações que eles massacrariam os Palestinos se tivessem a oportunidade.
Em Fevereiro de 1983 a Comissão Kahan publicou um relatório, pedindo saída de Sharon do ministério da defesa, mas Sharon se recusou cumprir, declarando que o relatório não era mais que uma "recomendação inconsistente". Uma marcha do Paz Agora em Jerusalém, pedindo a renúncia de Sharon, foi brutalmente atacada por grupos extremistas de direita, culminando com lançamento de uma granada, matando o ativista do Paz Agora Emil Grunzweig – um oficial reservista do exercito israelita que tinha voltado do Líbano recentemente – e ferindo severamente outros cinco. Somente assim Sharon renunciou e sua carreira política passou por um longo eclipse (dos quais ele emergiu doze anos mais tarde para ser eleito Primeiro Ministro em Janeiro de 2001).
No mesmo período o governo também anunciou o final oficial da operação Paz para a Galileia ou a guerra (o nome nunca foi realmente aceito entre o público em geral). De fato, entretanto, a ocupação Israelita no Líbano durou por mais outros oito anos, custando milhares de vidas de Israelitas, Libaneses e Palestinos, até que os soldados foram finalmente evacuados em Maio de 2000 – especialmente pela campanha do movimento das quatro mães (lançado em 1997 por quatro mães de soldados servindo no Líbano).
O Paz Agora também advogava negociar uma tratado de paz com os Palestinos Originalmente de forma bastante vaga, sem nenhuma definição do quem "os Palestinos" são e quem os representam. O "Paz Agora" demorou demais em se juntar no dialogo com o OLP, começando por grupos como o conselho Israelita para a Paz entre Israel-Palestina e as comunidades Hadash. Somente em 1988 o "Paz Agora" aceitou considerar a OLP como representante dos Palestinos.
Durante a primeira Intifada, o Paz Agora fez inúmeros protestos e passeatas contra a crueldade do exercito e pediu pela negociação da retirada do territórios ocupados. Nesta época o Paz Agora foi duramente atingido quando o então ministro da defesa Yitzchak Rabin por sua ordem infame de "quebrar os osso dos Palestinos que criem problemas." Entretanto, após Rabin tornar-se Primeiro Ministro, assinado o acordo de Oslo e apertar a mão de Yasser Arafat no jardim da casa branca, O Paz Agora deu seu forte apoio a ele e mobilizou o público a se opor às "colónias" que causaram o aumento de números de ataques. O Paz Agora teve um papel central na passeata de 4 de Novembro de 1995 após o assassinato de Rabin por Yigal Amir, um militante de extrema-direita. Desde então a passeata anual em memória de Rabin, realizada todo ano no começo de novembro, se tornou o evento principal do movimento pacifista de Israel, sempre como uma multidão de dezenas ou centenas de milhares. Embora oficialmente organizada pela fundação da família de Rabin, A presença do Paz Agora neste protesto anual é sempre conspícuo. Hoje em dia, a Paz Agora é especialmente conhecido por seu combate incessante contra a expansão ilegal dos acampamentos na região oeste. Dror Etkes, líder dos vigilantes dos acampamentos (colónias) da Paz Agora, é altamente atento em seu meticuloso trabalho e numa ocasião recente foi convidado para atestar isto diante ao comité do congresso dos E.U.A. em Washington, D.C.

#### Gush Shalom e o conselho Israelita para a paz Israelo-Palestiniano
Gush Shalom, o bloco pacifista Israelita, se orgulha de ser um movimento radical de esquerda da "Paz Agora", e refuta a crítica daqueles questionam seu direito de ser classificado como movimento pacifista. Sob o presente nome e estrutura, Gush Shalom cresceu no comité Judeu-Árabe contra a deportação, sem julgamento de 415 ativistas Palestinos Islâmicos para o Líbano em Dezembro de 1992, e fez um protesto na frente do escritório do Primeiro Ministro em Jerusalém por dois meses – até que o governo concedeu deixar os deportados voltar.
Os membros decidiram então continuar como um movimento geral de paz com um forte programa de oposição a ocupação e advogando a criação de uma Palestina independente lado-a-lado com Israel em suas fronteiras pré-1967 ("The Green Line") e com uma Jerusalém não dividida servindo como capital para ambos os estados.
Membros do Gush Shalom são motivados pela moral excessiva e o sentimento que é o dever de um cidadão decente se opor ao que está errado e aos erros perpetrados por seu pais em particular. Eles também se motivam, entretanto, pelo que pode ser chamado de defender o seu próprio interesse – o reconhecimento da existência do estado de Israel confiando apenas na sua superioridade militar no Meio Oeste, na sua aliança com os E.U.A., e na hegemonia dos E.U.A. no mundo, não são fatores que garantam sua existência "ad eternum", e no fato que a história mostra que e nenhuma aliança ou superioridade dura para sempre. Portanto, a sobrevivência de Israel a longo prazo depende de ser aceito por seus vizinhos  – primeiro e principalmente pelos Palestinos –com uma legitima parte do Oriente Médio. Existindo sob o nome de Gush Shalom apenas desde 1992, este movimento é de fato descendente direto de vários outros grupos, movimentos e comités que se uniram para possuir os mesmos problemas e a mesma motivação ao menos desde 1967, e que ocupavam o mesmo espaço no cenário político. Em particular, Gush Shalom é descendente do conselho Israelita para paz entre Israel-Palestina (ICIPP) que foi fundado em 1975.
Os fundadores do ICIPP incluem um grupo de dissidentes saídos de estabelecimentos Israelitas, entre eles estão o Major-General Mattityahu (Matti) Peled que foi membro da equipe normal do IDF durante 1967 Guerra dos seis dias e após ser dispensado do exercito em 1969 se voltou completamente na direção da paz; Dr. Ya’akov Arnon, um bem-conhecido economista que encabeçou a federação zionista na Holanda antes de vir para Israel em 1948, e foi por muitos anos Diretor-Geral do ministério das finanças de Israel e após ter presidido a mesa de diretoria da companhia elétrica de Israel; e Aryeh ("Lova") Eliav que foi secretário-geral do partido trabalhador de Israel até que ele foi quebrado pela então PM Golda Meir por causa de questões como se o povo palestino tem direto nacional ou não. Estes três e algumas centenas de pessoas que vieram essencialmente de estabelecimentos Israelitas, tornaram-se radicais e chegaram a conclusão que a força da arrogância era uma ameaça para o futuro de Israel e que o dialogo com os palestinos devia ser aberto. Eles se reunião como grupos de jovens, gente comum que eram ativistas pacifistas que agiam contra a ocupação desde 1967. A ponte entre os dois grupos era Uri Avneri, um bem conhecido jornalista que foi membro do Knesset (Parlamento Israelita) entre 1965 e 1973, como líder do seu próprio partido radical de um só homem.
O principal meta do ICIPP era abrir o dialogo com a Organização da Libertação da Palestina OLP, com o foco de fazer os Israelitas entenderem a necessidade de conversar e conseguir tratados de paz com os "Terroristas Palestinos", e conviver com os Palestinos, vigilantes da necessidade de conversar e eventualmente fazer tratados com o "Inimigo Sionista", uma tarefa que provou longe de ser fácil. Dois interlocutores palestinos do ICIPP, Sa’id Hamami e Imad Sartawi, foram assassinados por grupos militantes Palestinos consideravam os mesmos traidores – que não evitou que outros Palestinos tomassem o lugar dos homens mortos para continuar o dialogo. Os participantes Israelitas recebem incontáveis ameaças de morte, e alguns esforços foram feitos para implementar tais ameaças. Em uma ocasião Avnery foi esfaqueado e passou uma semana sob cuidados intensos – que não foi determinante para ele de desistir do encontro com Yasser Arafat em 1982 no cerco Beirute, o ato de cruzar e recruzar a fronteira envolveu considerável risco.
Entre 1986 e 1993 o ato de um cidadão de Israel se encontrar com um membro da OLP era uma crime perante as leis de Israel, com a pena máxima de três anos de prisão. Membros do ICIPP e de outros grupos, como os comunistas do Hadash, tiveram envolvimento ativos em encontros com a OLP desafiando esta lei, o primeiro a ser detido em Novembro de 1986 no clube "Romanian Black Sea" de Costinesti. Um total de quinze ativistas foram presos sob o que veio a ser conhecida como a "Lei Anti-Paz". Dois deles servem os termos de meio ano de prisão cada. - o conhecido filantropo Abie Nathan que por muitos anos operou a Radio Voz "pirata" da Paz de um barco fora da costa de Tel-Aviv, e os ativista de Jerusalém David Ish Shalom. Os dois foram acompanhados até os portões da prisão por uma enorme multidão de simpatizantes. O período de proibição de encontros com a OLP terminou com a abolição da lei em 1993, vários outros processos judiciais estão ainda acontecendo contra outros ativistas.
Após a assinatura do acordo de Oslo em Setembro de 1993, encontros com os membros da OLP tornaram-se política oficial do governo. Membros da Gush Shalom (que emergiram da ICIPP) que concretizaram o encontro de Yasser Arafat receberam tapas nos ombros pelos oficiais seniores do governo Israelita. Entretanto, após o colapso do tratado de Camp David em Agosto de 2000 e a explosão da segunda Intifada, uma campanha combinada foi lançada com sucesso para "apaziguar" os Palestinos, a OLP e particularmente Yasser Arafat. Os Membros do Gush Shalom insistem no encontro com Arafat também quando o Paz Agora e outros grupos recuam da intenção de tal encontro, e quando o quartel-general de Arafat no Ramallah é capturado pelo exercito Israelita e entrada se torna difícil e arriscada.
Em outras duas ocasiões - em maio de 2002 e novamente em setembro de 2003 – O governo de Sharon ficou conhecido por deliberar sobre o envio de comandos de captura e morte de Arafat (que significava a mesma coisa, desde que o líder palestino disse que não se deixaria ser levado vivo). Em ambas as ocasiões, um grupo de 15 ativistas da Gush Shalom dirigidos por Uri Avnery ficaram a noite no quartel Presidencial de Ramallah anunciando a sua presença aos mídia. De acordo com aliados de Sharon, a presença de cidadãos de Israel e as complicações disto poderiam causar foi um fator do cancelamento ao ataque pretendido. Os ativistas do Gush Shalom sentem que, o que eles estão fazendo está salvando vidas de dúzias ou até de centenas de Israelitas, que poderiam ter sido mortos em uma explosão de raiva dos Palestinos pela morte de Arafat.
Em 1995 A Gush Shalom lançou uma campanha sob o lema de "Nossa Jerusalém – Capital de dois Estados", juntamente com Feisal Husseini, líder dos Palestinos da Jerusalém oriental. A petição, assinada por mais de mil proeminentes Israelitas e Palestinos, atingiu a ideia tabú aceite por uma grande parte do público Israelita (49% na última pesquisa de opinião) – embora certamente a Gush Shalom não tenha todo o credito por este desenvolvimento.
Outra campanha da Gush Shalom envolveu o boicote dos produtos para os acampamentos, com uma detalhada lista de produtos industriais e agrícolas mantido no site da Gush Shalom, para se evitar seu consumo pelo público de Israel – desde que o processo forçaria a falência dos acampamentos (colónias) que são o principal obstáculo para a paz no meio oeste.
Diferente do Paz Agora, o Gush Shalom fortemente apoia objeções de consciência daqueles que se recusam a fazer o serviço militar na ocupação – em particular os cinco jovens Haggai Matar, Matan Kaminer, Shimri Zameret, Adam Ma’ou e Noam Bahat, que foram a tribunal marcial em 2002 e foram sentenciados a dois anos atrás das grades.
O porta voz da Gush Shalom Adam Keller foi também julgado em tribunal marcial em 1988, por fazer grafites nos 117 tanques do exercito (bem como no banheiro dos oficias e vários outros locais no acampamento de Tze’elim em Negev),quando cumpria a reserva militar com a inscrição em todos os lugares consistia das palavras: "Soldados das forças de defesa de Israel, recusem ocupar e oprimir! Recusem a servir na ocupação de territórios!". Por isso, Keller foi sentenciado a três meses de prisão. Posteriormente, ele foi diagnosticado como por um psiquiatra do exercito como "mentalmente inútil para o serviço militar" e o que o exercito considerou uma despensa desonrosa e próprio Keller considera uma honra memorável.
No presente, os ativistas da Gush Shalom estão envolvidos em combates diários nas vilas Palestinas em West Bank que tiveram suas terras confiscadas pelo assim-chamado "Muro da separação", erguido ostensivamente para deter homens bombas suicidas e atualmente implementar de fato anexação de consideráveis territórios a Israel e fizeram os mesmos disponíveis para a expansão das colónias. Os ativistas da Gush se juntaram com os outros movimentos de Israel com o Ta’ayush e Anarquista contra o muro, além dos Palestinos do vilarejo de Bil’in em uma semana de protestos não violentos contra o confisco de terras dos vilarejos. Uri Avnery, que nasceu em 1923, mostrou mais energia em tais eventos que muitas outras pessoas da metade da sua idade.
Embora a Gush Shalom já seja respeitado pelos pacifistas de Israel bem como dos E.U.A. e Europa, ele é considerado pelo seu modo de agir pelos Israelitas como um movimento puramente pro - Palestino. Isto é um tanto surpreendente dada a enorme campanha contra o movimento pela midía Israelita, não permitido o direito de resposta para o Gush Shalom. Por exemplo, em 2003 o bem conhecido comentarista Ben Kaspit chamou o Gush Shalom de "um movimento de traidores no Canal-10 em seu talk show, revidando uma nova onde de ameaças de morte aos seus membros. (Isto aconteceu após o Gush Shalom ter enviado cartas de aviso para vários coronéis do IDF e generais de brigada, avisando que seus atos perpetravam violações às leis internacionais, especificamente da quarta convenção de Genebra, e poderiam vir a ser responsabilizados por seus crimes de guerra.)
Os inimigos do Gush Shalom têm lançado acusações que o próprio movimento tinha "envolvimento direto com o terrorismo e publicou vários artigos pedindo aos Palestinos atacarem cidadãos de Israel" – uma afirmação sem qualquer base.
A posição de Gush Shalom permanece defendendo que todas as pessoas tem direitos a sua autodeterminação e oposição à dominação de um governo estrangeiro e a ocupação, e que os Palestinos tinham tanto direito quando os Israelitas quando eles iniciaram um levante contra a colonização Britânica entre os anos de 1945 e 1947, e que os Americanos exerceram entre 1775 e 1781. Isto de forma alguma dava direito a atacar a população civil da nação oprimida, e tais ataques mereciam a condenação por parte de todos. Ambos os lados do conflito Israelita-Palestino, enquanto o mesmo não tenha sido resolvido, deve-se respeitar esta regra para evitar a agressão a civis. (isto é pouco conhecido, mais em Israel ou internacionalmente, que o número de crianças Palestinas mortas pelos ataques do IDF e patrulhas desde 2000 é três vezes maior do que o número de crianças Israelitas mortas por ambas suicidas Palestinas.)
Isto devia ser notado que as acusações da Gush Shalom "elogio ao terrorismo" foi feita especialmente durante a campanha dos grupos de direita de modo as evitar que indivíduos e grupos dos E.U.A. façam doações ao Gush Shalom – uma campanha que atingiu o seu propósito e assustou muitos doadores.

### Canadá
O Canadá tem diversos movimentos de paz, com colisões e redes comunitárias em muitas cidades, vilas e regiões. A revista "ACTivist Magazine" é dedicada aos avanços na arte do ativismo global ela é publicada no Canadá a cada trimeste pela ACT for Disarmament. Os Ativistas montaram um jornal "Against Cruise Testing" (ACT) coaligação em 1984. ACT passou a formar a "ACT for Disarmament", uma organização que luta pela desmilitarização do mundo. Enquanto o movimento cresce, o informativo expandiu se tornando um jornal para a "Paz, Ecologia & Direitos Humanos". O jornal continuou até 1998 quando ele se transformou na atual revista.
O Congresso Canadense Pacifista (1949-1990) foi organizado pelo movimento pacifista por muitos anos, particularmente quando ele estava sob a liderança de James Gareth Endicott que foi seu presidente até 1971.

### Reino Unido
O Conselho Nacional Pacifista foi fundado em 1908 após o 17º Congresso Universal Pacifista em Londres (Julho/Agosto de 1908). Ele reuniu representantes de um considerável número de organizações voluntárias nacionais com um interesse em comum na paz, desarmamento e relações étnicas internacionais. A principal função do NPC foi providenciar a oportunidade para conciliações e reuniões de atividades entre seus membros afiliados, para criar um meio de informar a opinião publica dos dias e fazer o governo saber os pontos de vista de representantes afiliados em diversos setores do estilo de vida britânico. A NPC acabou em 2000 para ser substituída em 2001 pelo "Network for Peace" (Amigos da paz), que continuou fazendo o mesmo papel do NPC.
Após a segunda grande guerra mundial, o movimento pacifista se esforça para que o Reino Unido inicie a dissolução do Império Britânico e a rejeição ao imperialismo dos Estados Unidos e USSR. O movimento anti-nuclear procurando um a saída para a Guerra fria (veja mais abaixo no item sobre Estados Unidos) e a rejeição de ideais tais como a "Britain's Little Independent Nuclear Deterrent". O movimento se associou com CND e anos mais tarde, com o movimento Peace camp se tornando mais "centralizado" sob a administração do primeiro ministro Tony Blair.
Em 2003, o movimento de paz e anti-guerra, reuniu-se sob a bandeira de "Deter a Coaligação de Guerra", foi forte o suficiente para causar várias renuncias no gabinete de Blair, e centenas do partido trabalhador MPs votaram contra seu governo. A moção de Blair foi suportada militarmente em plano de invasão do Iraque continuando apenas com o apoio do Partido Conservador do Reino Unido. Protestos contra a invasão do Iraque foram particularmente ouvidos na Bretanha. Sondagens sugeriam que sem a aprovação do Conselho de Segurança das Nações Unidas, o povo do Reino Unido se opunha ao envolvimento, e cerca de dois milhões de pessoas protestaram no Hyde Park (a maior demonstração anterior a esta junta cerca de 600 mil pessoas).

### Estados Unidos da América

#### Introdução
Embora houve-se resistência organizada contra as guerras no estrangeiro nos E.U.A. desde a origem do pais (veja Desobediência Civil de Henry David Thoreau), isto era demonstrado por um crescimento do Isolacionismo dos Estados Unidos ou Pacifismo religioso, e não um movimento de massas com metas unificadas, até que após a Segunda Guerra Mundial. Estes movimentos foram desmembrando na maioria em círculos sobre a política externa dos EUA ficando impraticáveis quando o pais entrou na era da Guerra fria (1948-1999). Alguns grupos pacifistas, tais como os United World Federalists, esperavam atingir a paz mundial através de um governo mundial integrado.

#### A Guerra fria: Dos quarenta aos cinquenta
Com a tensão da "Guerra Fria" surgindo, o Partido Progressista tornou-se o lar do movimento pacifista. Como a Mobilização Pacifista Americana antes da guerra, eles foram acusados de abrigar simpatizantes comunistas. Na campanha de eleição de 1948, o partido Progressista apoiou a conciliação com a União Soviética e a proibição das armas nucleares. O transporte aéreo em Berlim e ao Plano Marshall eles recebem milhões de votos populares mas nenhum voto eleitoral.
Houve uma pequena quantidade de protestos domésticos relevantes durante a Guerra fria nos idos de 1950s, que se viu um crescimento na utilização de ambos as armas nucleares e convencionais nos E.U.A. e seus adversários, a URSS. A gama de protestos contra o Macartismo e desdém para aqueles que viam a expansão comunista como umas ameaça. Isto aconteceu durante a administração Eisenhower desenvolvendo a política de destruição mútua assegurada, no qual ambos EUA e USSR detinham armas nucleares para obliterar um ao outro caso eles entrassem em uma guerra nuclear. De acordo com esta noção, as duas super potências que possuíam armas nucleares era visto como um impasse, que evitaria que qualquer guerra ocorre-se no mundo. A M.A.D. também se criou a doutrina central para o política dos EUA e a contaminação comunista.
Uma razão para explicar e a resistência publica a este processo foram os comentários em 1960 do presidente Dwight D. Eisenhower de E.U.A , que advertiram que os Americanos estavam em perigo de ser dominados pela política militar e industrial. Logo depois em outubro de 1962, na era Kennedy, a crise nuclear causada pela crise dos mísseis Cubanos. Para o prazer dos ativistas do antimilitarismo e em especial aos cidadãos comuns em volta do globo, um tratado da proibição de testes nuclear e discussões sobre o controle de armas nucleares se seguiram logo em seguida.

#### A Era do Vietname: 1962-1975
O movimento pacifista nos anos de 1960 nos E.U.A. causou o fim da Guerra do Vietname. Algumas fações dentro deste movimento advogaram uma rendição unilateral das forças dos E.U.A. no Vietname. Uma razão dada para a rendição é que isto contribuiria para diminuir as tensões na região e um menor banho de sangue. Outra razão era que os Vietnamitas deveriam cuidar dos seus problemas independentes da influência externa. Os Opositores a Guerra do Vietname pretendiam unir grupos opostos do anticomunismo, imperialismo e colonialismo e, além daqueles que se envolveram com a Nova Esquerda, e do próprio capitalismo.
Alguns críticos da rendição E.U.A. anunciaram que isto não contribuiria para paz mas um maior e mais vasto banho de sangue. Estes críticos advogam que as forças dos Estados Unidos deveriam sem mantidas até que todas as ameaças dos vietcongs e exercito norte-vietnamita fossem eliminados.
Os que advogavam para a rendição dos Estados Unidos ficaram conhecidos como "pombas", e eles chamavam seus opositores de "gaviões", seguindo a nomenclatura datada desde a guerra de 1812. Uma imagem que tinha intenção de retratar aqueles que advogavam pela rendição como amantes da paz e os oponentes da rendição como maus e predadores. A ideia de uma "briga de galos" refere-se a este período, para descrever aqueles que evitaram os perigos do serviço militar antes de entrarem na política, mas então advogaram pelo outro lado de dentro dos seus escritórios.
A grande oposição à guerra do Vietname tomaram as ruas com protestos em um esforço de mudar a opinião política nos E.U.A contra a guerra. Os protestos ganharam força com o "movimento dos direitos civis" que foi organizado pela oposição às leis de segregação, que se baseavam na teoria e infra-estrutura do crescimento dos movimentos anti-guerra. Os protestos eram inflamados por uma crescente rede de jornais independentes (conhecidos como "jornais underground") e marcaram o período do advento dos grandes festivais de "rock in roll" tais como Woodstock e o espetáculo dos Grateful Dead, atraindo jovens na busca geração paz e amor.
Os disparos fatais contra aos quatro jovens do protesto anti-guerra na Universidade de Kent formaram a base de muitos outros protestos. "Os mortos de Kent" fizeram surgir protestos pelos campus universitários de todo o pais; em Maio de 1970 mais universidades se uniram ao movimento. Na década de 1960 os Estados Unidos tornou-se a era das "rebeliões juvenis", massas se reuniram e se amotinavam, muitos começaram em resposta ao assassinato do Martin Luther King, Jr., e estoirou uma atmosfera de oposição ao um governo em tempos de guerra.
Ações provocativas entre policiais e os protestantes tornaram as demonstrações anti-guerra em Chicago na convenção nacional democrática de 1968 em um motim. Noticias explosivas relataram abusos dos militares Americanos, tais como o Massacre de My Lai em 1968, trazendo nova atenção e apoio ao movimento anti-guerra. Veteranos da guerra do Vietname ao voltarem para casa se juntaram ao movimento, incluindo John Kerry, iniciando o "Veteranos do Vietname Contra a Guerra" e desfilaram diante do Congresso nas telas da televisão. Trinta anos mais tarde, enquanto um senador dos Estados Unidos, Kerry em campanha para se tornar Presidente dos E.U.A., traido por um documento descoberto sobre o seu apoio ao movimento anti-guerra acabou com a sua propaganda de apoiar a guerra. Outros veteranos dos Estados Unidos voltando da guerra usaram o mesmo discurso que ninguém quer estar em uma guerra onde os povos estejam sofrendo e morrendo, mas que encontraram a paz em suas próprias mentes sabendo que serviram o seu país. Alguns citaram as palavras George Washington dos anos de 1790: "Estar preparado para a guerra é um dos meios para mais efetivamente se preservar a paz."
Os protestos Anti-guerra terminaram com o fim da conscrição e a rendição final das tropas após o Acordos de Paz de Paris que assinado em 1973. A principais organizações de protestos se tornaram no movimento ambiental nos Estados Unidos. Os Sul Vietnamitas foram deixados sozinhos para combater o inimigo. Não houve protesto dos movimento de paz para este novo banho de sangue, e Saigão se rendeu ao Norte em 1975; Laos e o Cambodja foram ocupados pelas forças comunistas Pathet Lao e Khmer Rouge no mesmo verão.

#### Décadas de oitenta e noventa
Durante a década de 1980 ativistas pacifistas dos E.U.A. se concentraram fortemente na diminuição da corrida armamentista nuclear para reduzir a possibilidade de uma guerra nuclear entre os E.U.A. e a USSR. Na administração Reagan a despesa militar crescente adotada foi um duro, desafio para os Russos, os grupos pacifistas tais como o "Freeze Nuclear" e o "Além da guerra" procurou educar o público sobre os riscos e a ruína financeira que seria consequências dessa política. Organizar os cidadãos comuns na União Soviética em reuniões maciças usando a tecnologia de comunicação por satélite, era parte de atividades do movimento pacifista na década de 1980s.
Em resposta a invasão do Kuwait pelo Iraque em 1990, o presidente George H.W. Bush começou os preparativos para uma guerra no médio oriente. Os ativistas para a paz começaram a se mobilizar imediatamente antes que a Guerra do Golfo fosse lançada em fevereiro 1991, com comícios frequentados por muitas pessoas, especialmente na costa ocidental. Entretanto, a guerra começa em menos de uma semana. Uma vitória aliada com poucas baixas e uma onda de sentimento patriótico terminou com o movimento de protestos antes que esta se desenvolver.
Na década de 1990 começou a guerra no Golfo e o colapso da União Soviética (Novembro de 1991), removendo um dos principais focos dos ativistas pela paz. O governo dos Estados Unidos de Bill Clinton adotou um tom mais conciliatório e presidiu sobre uma década de paz e prosperidade — no qual o governo corporativo avançou silenciosamente. As prioridades dos 'ativista pela paz' durante a década de noventa incluíram a busca para uma solução ao impasse Israelo-Palestina, esforços para auxílio humanitário para as regiões rasgadas pela guerra tais como a Bósnia e Ruanda, e os danos causados pela O.N.U. ao Iraque quando da Sanção - de 1990 até 2003 - que levaram mais de 500.000 crianças à morte por causas totalmente previsíveis, incluindo simples infecções e mal nutrição; ativistas pacifistas Americanos levaram medicamentos para o Iraque desafiando as leis dos E.U.A., em alguns casos com pesadas multas e o aprisionamento dos integrantes como uma retaliação. Alguns dos grupos principais envolvidos eram  "Voices in the Wilderness" e os "Fellowship of Reconciliation". Muitos ativistas pacifistas voltaram sua atenção para a globalização, considerando-a uma forma insidiosa e ubíqua de imperialismo económico.

#### A Guerra do Iraque
Antes, durante e após a invasão do Iraque pelos Estados Unidos em 2003, ativistas anti-guerra protestaram por todo o mundo. O mundo diz não a guerra e os protestos se tornam cada vez maiores, foi nesta época que a manifestação de meio milhão de pessoas que encheram as ruas das cidades americanas um pouco antes da invasão fosse lançada em março 2003; a intimidação intensiva, infiltração, e pressão policial desencorajaram o movimento tão depressa quanto a guerra começou. O movimento se reagrupou quanto um desastre após o outro ocorria durante a ocupação norte-americana. Agora enquanto a guerra entra em seus quatro anos, grupos ativistas dos Estados Unidos incluindo o "CODEPINK para a Paz", "Famílias dos Militares falam (MFSO)", "Não em nosso nome", "Veteranos para a Paz", "A.N.S.W.E.R." e "O mundo não pode esperar" continuam a protestar contra a ocupação Americana do Iraque. As modalidades de Protesto incluem, mas não se limitam, a encenar uma investigação dos "Abusos da Guerra" em um tribunal em New York, trazer mulheres Iraquianas para visitar os Estados Unidos e contar seu lado da história, filmagens independentes das ruas para dizer a verdade sobre o esforço de terminar a guerra; apresentações com debates com personalidades como Scott Ritter, Janis Karpinski, e Dahr Jamail; resistência ao recrutamento militar em universidades; retenção do dinheiro de impostos; abaixo-assinados maciços para os legisladores e aos jornais; apresentar a realidade e a opiniões através dos blogs; e marchas de protesto maciços, a música irreverente, e o teatro da guerrilha. Os produtores da mídia independente continuam a transmitir, panfletos e programas anti-guerra e anti-Bush, enchendo parcialmente o vácuo causado pela falta de uma esquerda representativa nos Estados Unidos.
Arriscando se a prisão e ao assassinato de caráter político, os ativistas pela paz e justiça estão corajosamente indo de encontro a um estado dominado por uma máquina militar-industrial que foge a maior parte de controles constitucionais. Além dos acampamentos anti-guerra e campanhas anti-recrutamento uma rede de C-SPAN foi espalhada com programas de noticias. Cindy Sheehan, mãe de um soldado morto no Iraque, se transformou em ícone do movimento em 2005 e é uma das líderes do movimento para que os soldados regressem do Iraque, organizando atos simbólicos diante da Casa Branca entre outros locais.

### Japão
Após o ataque nuclear com bombas de fissão nuclear de 12 quilotonelada de urânio-235 (enriquecido a mais de 90%) lançada em Hiroshima em 6 de agosto de 1945 e a de plutónio, de potência equivalente, lançada sobre Nagasáqui em 9 de agosto de 1945, que determinaram a rendição incondicional do Japão em 14 de agosto de 1945. Causando a morte imediata de 180 mil civis e outros 120 mil em um prazo de quatro meses seguintes em consequência dos efeitos das radiações a que foram expostos em Hiroshima e Nagasaki causando o sofrimento das dezenas de milhares de vítimas, marcou para sempre o povo japonês. O movimento pacifista no Japão floresceu seguindo a mesma orientação dos movimentos na Alemanha e Itália. Em 2005 o movimento pacifista japonês coordena as sanções ao consumo de produtos norte-americanos enquanto ocorrer o estado de guerra no Iraque.